# Les Aviateurs
Pour plus de détails, voir Fiche technique et Distribution.
Les Aviateurs (Лётчики, Liottchiki) est un film soviétique réalisé par Iouli Raïzman et Grigori Letkoïev, sorti en 1935.

## Fiche technique
- Réalisation : Iouli Raïzman, Grigori Letkoïev
- Photographie : Leonid Kosmatov
- Scénario : Aleksandr Matcheret
- Musique : Nikolaï Krioukov
- Décors : Gueorgui Grivtsov

## Distribution
- Ivan Koval-Samborsky : Sergueï Beliaev
- Evguenia Melnikova : Galia Bystrova
- Aleksandr Tchistiakov : Ivan,le méchanicien
- Boris Chtchoukine : Rogatchev
- Vladimir Lepko : barbier
- Zoïa Fiodorova : infirmière
- Inna Fiodorova : pilote
- Nikolaï Khriachtchikov : épisode